# Certain Affinity
Certain Affinity est un studio de développement de jeux vidéo américain basé à Austin au Texas. Il a été fondé en 2006 par Max Hoberman et un petit nombre d'anciens employés de Bungie et d'autres vétérans de l'industrie.

## Histoire
La création de Certain Affinity a été annoncée en décembre 2006. Le studio a été fondé par Max Hoberman, ex-employé de Bungie. Outre le personnel de Bungie, il comprend également d'anciens membres de sociétés telles que Microsoft, Red Storm, Origin, Electronic Arts, Digital Anvil, NCSoft et la défunte Midway Austin.
Le premier travail du studio a consisté à créer deux niveaux multijoueurs supplémentaires pour le célèbre jeu Xbox Halo 2. Ces cartes, appelées "Tombstone" et "Desolation" (qui constituaient le "Blastacular Map Pack") ont été les dernières cartes de Halo 2 à être sorties; il s'agit de remakes de niveaux du jeu original Halo, appelés respectivement "Hang 'Em High" et "Derelict". Elles ont été sorties pour Halo 2 sur Xbox Live le 17 avril 2007. Ces cartes n'ont pas été sorties pour Halo 2 Vista, mais ont été remplacées par deux nouvelles cartes exclusives à Halo 2 Vista : « District » et « Uplift ». Certain Affinity a travaillé en étroite collaboration avec les membres de Bungie et de Microsoft Game Studios lors du développement de ces deux cartes[réf. nécessaire].
Certain Affinity a commencé à travailler sur un autre projet en novembre 2006, qui a été révélé comme étant un jeu IP original non annoncé dans le  genre des jeux de rôle d'action.
Le premier jeu original de Certain Affinity était Age of Booty, un jeu de stratégie en temps réel téléchargeable sur Steam, Xbox Live Arcade et PlayStation Network. Le titre a été publié par Capcom le 15 octobre 2008,.
La société a aidé Valve à porter Left 4 Dead sur la Xbox 360.
En 2009, la société a annoncé l'achèvement de Halo Waypoint, développé en collaboration avec 343 Industries.
La société a travaillé sur le "Defiant Map Pack" pour Halo: Reach, sorti le 15 mars 2011.
La société a annoncé son nouveau jeu, dont la sortie est prévue à l'été 2011, appelé Crimson Alliance, à RTX 2011,.
Certain Affinity s'est également associé à 343 Industries pour le développement de Halo : Combat Evolved Anniversary, qui est sorti exclusivement sur Xbox 360 le 15 novembre 2011.
Lors du RTX 2012, Certain Affinity a annoncé que le studio travaillait à nouveau avec 343 Industries sur le développement des outils de création de cartes Forge pour Halo 4.
Lors du RTX 2014, Certain Affinity a montré son implication dans Halo: The Master Chief Collection en révélant l'une des six cartes Halo 2 refaites, Coagulation, ainsi qu'un nouveau véhicule, le Gungoose.

## Jeux
| Titre                                   | Informations Complémentaires                                  | Année        | Plate-forme                                                                |
| --------------------------------------- | ------------------------------------------------------------- | ------------ | -------------------------------------------------------------------------- |
| Halo 2                                  | DLC multijoueur (Pack de cartes blastaculaires)               | 2007         | Microsoft Windows, Xbox 360                                                |
| Age of Booty                            |                                                               | 2008         | Microsoft Windows, PlayStation Network, Xbox Live Arcade                   |
| Call of Duty World at War               | DLC multijoueur et multijoueur                                | 2008         | Microsoft Windows, PlayStation 3, Wii, Xbox 360                            |
| Left 4 Dead                             | Aide au développement                                         | 2008         | Xbox 360                                                                   |
| Halo Waypoint                           | Co-développé avec 343i                                        | 2009         | Xbox 360                                                                   |
| Call of Duty Black Ops                  | DLC multijoueur                                               | 2010         | Microsoft Windows, PlayStation 3, Xbox 360                                 |
| Halo Reach                              | DLC multijoueur (Pack de cartes défiant)                      | 2011         | Xbox 360                                                                   |
| Crimson Alliance                        |                                                               | 2011         | Xbox Live Arcade                                                           |
| Halo : Combat Evolved Anniversary       | Co-développé avec 343i                                        | 2011         | Xbox 360                                                                   |
| Halo 4                                  | Co-développé avec 343i                                        | 2012         | Xbox 360                                                                   |
| Call of Duty: Ghosts                    | DLC multijoueur et multijoueur                                | 2013         | Microsoft Windows, PlayStation 3, PlayStation 4, Wii U, Xbox 360, Xbox One |
| Halo: The Master Chief Collection       | Multijoueur                                                   | 2014         | Xbox One                                                                   |
| Age of Booty Tactics                    | Multijoueur                                                   | 2014         | iOS                                                                        |
| Doom                                    | Multijoueur Co-développé avec id Software                     | 2016         | Microsoft Windows, PlayStation 4, Xbox One                                 |
| Call of Duty: Modern Warfare Remastered | Co-développé avec Raven Software, High Moon Studios et Beenox | 2016         | Microsoft Windows, PlayStation 4, Xbox One                                 |
| Halo Infinite                           | Co-développé avec 343i                                        | 2021         | Microsoft Windows, Xbox One, Xbox Series X                                 |
| Last Expedition                         |                                                               | À déterminer | À déterminer                                                               |
| Transformers Online                     |                                                               | À déterminer | Microsoft Windows                                                          |